# 23098 Хуанхуан
23098 Хуанхуан (23098 Huanghuang) — астероїд головного поясу, відкритий 8 грудня 1999 року.
Тіссеранів параметр щодо Юпітера — 3,338.